# 韩国综艺节目
韩国综艺节目是韩国的一种电视娱乐形式。综艺节目发展于19世纪的欧洲和美国，20世纪由舞台搬上电视。在20世纪末和21世纪，综艺节目在欧洲和美国的受欢迎程度下降。综艺节目形式从欧美出口到亚洲，并在韩国流行开来。综艺节目目前是韩国电视娱乐的重要组成部分。它们通常由各种特技、表演、小品、测验、喜剧表演等组成。人气明星和韩国K-POP偶像也出现在韩国综艺节目中。

## 韩国综艺史

### 背景
主条目：韩国电视
电视于20世纪50年代末首次传入韩国，1956年成立了韩国第一家电视广播电台。电视不仅被用于娱乐，而且也被政府用来宣传所期望的价值，以及传播其他形式的宣传。
20世纪70年代和80年代,政府增加了对包括电视广播在内的韩国媒体的控制。1971年大韩民国选举后朴正熙总统宣布戒严,随后将韩国宪法修改为维新宪法,形成了将权力集中在总统手中的高度权威主义政府。这就要求所有电视内容创作者按照政府的限制审查他们的节目。大韩民国第四共和国和大韩民国第五共和国解体后，进行了改革，尽管直到1989年《期刊登记法》和《广播法》才确立相对的新闻和媒体自由。
1998年，国际货币基金组织（货币基金组织）在南韩的危机引起了人们对传统家庭和社会制度崩溃的担忧，媒体转向反映这些期望的价值观念和提高公众对日常生活的认识。朴正熙军事政权时期的电视以启蒙为主,而1998年左右电视开始转向以个人和情感为主题的娱乐节目,同时促进舒适和乐趣。他说:"准确掌握大众需求的电视节目制作组将集中精力制作包含个人日常生活、打破广播内外界限的'梦幻要素'的电视节目。"1990年代还引入了有线频道和卫星广播，到2010年，有线频道已达到1500多万观众。

### 综艺节目的历史
韩国电视自1960年代初设立电视台以来,一直播放以音乐为中心的节目和演出。这些音乐节目包括唱歌、跳舞、乐器演奏和其他形式的艺术，通常是比赛或才艺表演的一部分。从1980年开始播出的KBS1全国歌唱大赛就是其中之一,成为韩国播放时间最长的电视节目。

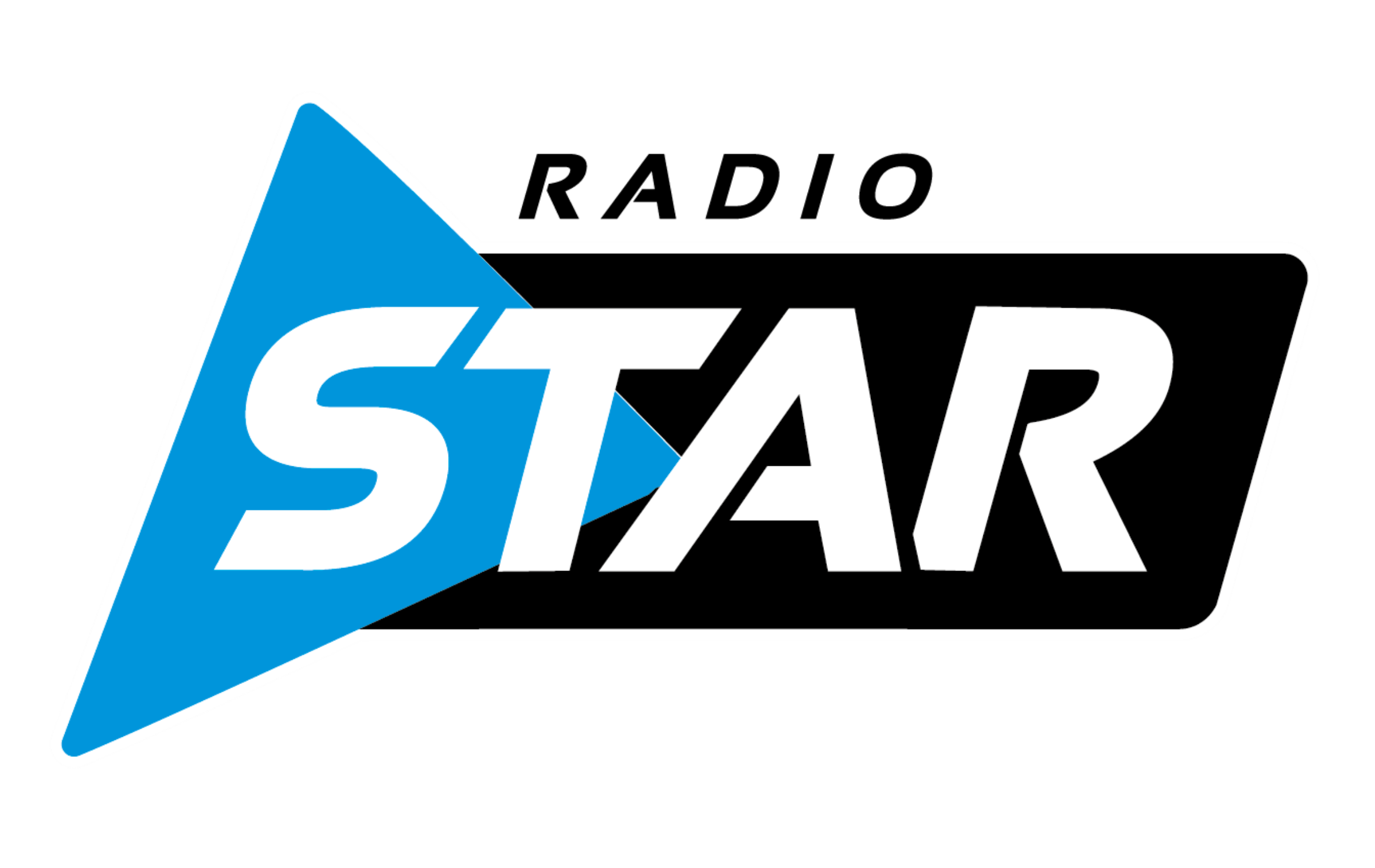

在20世纪90年代和21世纪初，娱乐以脱口秀和对抗为中心。类似韩国真人秀节目的例子包括G.O.D的《婴儿日记》和《快乐星期天》。然而，由于材料和形式的限制，除了一些有代表性的节目外，这种类型的节目通常没有持续到现代。脱口秀和对抗娱乐的结合成为了各广播公司的签约节目，如《快乐在一起》第三季、《跑男》、《黄金渔场》和2018年夏天结束的《无限挑战》。
在2010年代早期和中期，综艺节目的风格倾向于"爱情综艺"和"试听"形式。与以往节目的对抗性和剧本化风格不同，许多节目都援引了人类元素和情感，尽管人们对所谓的无剧本事件的合法性存在争议。这种类型的韩国综艺之所以受欢迎，是因为“它触动了人类本能和幸福的弦，而不仅仅是一个简单的‘艺人个人秀’，它被认为是现有对抗娱乐的极限，它添加了以艺人和普通人的心理变化为中心的各种有趣因素”。

## 特性
韩国综艺节目在韩国现代电视娱乐中占很大一部分。
韩国综艺将人类情感元素与90年代以脱口秀和对抗性娱乐为基础的各种娱乐形式相结合。"观察娱乐"或"真实娱乐"登场,符合大众的口味。但是最近综艺逐渐发展成为韩国综艺的形式和风格,作为一种社会现象备受关注。这不是单纯的娱乐节目,而是引起大众热烈反响的节目。
韩国综艺节目没有固定的形式,而是结合电视剧、纪录片、信息节目等多种电视类型。作为综艺节目的素材, 大众的日常生活被积极利用。活动或人物故事与主要活动基本故事相结合,丰富了综艺节目。

## 趋势

### 试播节目
试播节目是以试播和试播的观众反应为基础,决定电视正规节目的节目。 在节目成为正规节目之前,测试节目以制作组设计的格式制作。节目播出时,由制作方决定观众的反应,如果反应好,将投入制作正规节目。
自2010年代中期以来，韩国娱乐节目通常以试播节目开始。回顾观众的反应后,节目形式经常发生变化,节目前提也变得更加具体。这些节目不是以一期节目结束,而是根据观众的喜好和变化来判断。制作韩国试播节目的原因很简单：无论电视台如何精心策划，在节目播出之前，没有人知道节目的命运。电视台在支付与系列节目相关的巨额制作费用之前，先调查公众对节目的反应，这是很自然的过程。

### 观察综艺
观察性娱乐不仅表现了艺人在日常生活中的习惯和想法,还表现了他们的错误。这并不是说韩国过去没有真正的娱乐，然而，手机对多种类型的真人秀娱乐的出现产生了很大的影响。自21世纪末智能手机普及以来，韩国公众开始专注于观看移动内容，而不是地面电视和有线电视。特别是MCN通过对话型沟通,积极接近并描述个人想要的生活或感兴趣的信息,甚至威胁现有广播,扩大了影响力。自从tvN内容的流行以来，如《一日三餐》（在现有的广播类型中有一个大的MCN角色）、《尹食堂》和《新西游记》变得更加流行。
MBC TV《我独自生活》是韩国正式观测综艺的开端。《我独自生活》采用了观察独自生活的明星日常生活的形式。8月，SBS电视台《丑陋的我们的宝宝》播出。最初，有人指出它抄袭了《我独自生活》，但《丑陋的我们的宝宝》是《我独自生活》的变体。虽然观察艺人生活的概念相同,但演出者仅限于男艺人,其母亲作为观察者登场。 随着节目的收视率超过20%,观察综艺的趋势正在加速。

### 选秀节目

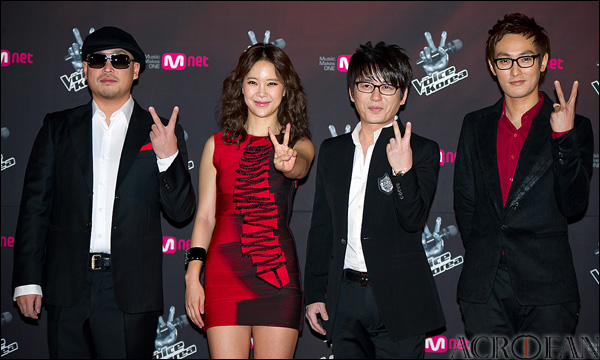

虽然最近韩国综艺节目的人气正在下降,但选秀节目在相当长一段时间内一直受到喜爱,至今仍受到很多观众的喜爱。在人口达5000万的国家,2012年版《超级明星K第四季(Mnet)》节目的预备选秀中,创下了200万人的记录。Superstar K出现后,拥有选秀节目的各电视台同时经历了相同或略有不同的选秀趋势。 K-POP Star(SBS)的生存选秀、Voice Korea(Mnet)等就是代表性的例子。

### 爱情综艺节目
这个类别包括诸如"我们结婚了"、"心动信号"等节目。最近，这一类别在观众中很受欢迎，而广播公司也没有忽视这一点。21世纪20年代，以普通人为主角的爱情综艺节目开始蓬勃发展。电视节目包括“我是独角戏”、“Dolsingles”等。此外，通过各种OTT媒体服务播出的爱情综艺节目也很受欢迎。例如TVING的“换乘恋爱”和Kakao TV的“改变日子”。这个爱情综艺节目太受欢迎了，还被拍成了一个系列。

### 食品节目
吃播（Muk-bang）
Muk-bang已经成为了电视台和网络电视台的人气内容。 调查结果显示,65%的受访者认为这些节目是他们最喜欢的电视或网络节目。
真正的“吃播”，只有人们坐着吃东西的场景，已经开始出现在单人广播中，如AfreecaTV. 随着网络观众在直播中看到BJ吃东西，“主持人吃东西，与观众互动”一词开始出现。有很多节目，如美味之路和周三美食讲座。
料理节目（Cook-bang）
过去,韩国料理节目大部分都是料理专家和料理研究员独自出演并教授料理的生活信息节目。这显然是针对韩国家庭主妇的节目。但烹饪bang不同。这些节目大多是娱乐形式的。有一些节目让不同的厨师竞争，并讲述通过公平竞争获胜的故事。一个例子是请照顾我的冰箱。在“白先生的家庭食谱”中，有一个讲述放松、共荣、共情故事的烹饪室。

## 韩国综艺的全球化

### 全球化综艺

#### 韩国主要综艺节目
跑男
最近，韩国内容的广播已广泛扩展到中国、日本、东南亚、北美、拉丁美洲和欧洲。它已经从戏剧、K-pop中心到娱乐节目、电影、动画、游戏、出版物和角色产品进行了多样化和细分。韩国娱乐节目《奔跑吧兄弟》是出口到中国和东南亚的电视娱乐节目，人气正在上升。随着《奔跑吧兄弟》的流行，粉丝群体正在形成，粉丝群体的成员正在举行会议，也在购买相关产品。《奔跑吧兄弟》以其新颖的策划、高质量的剧本、户外拍摄和写实的素材在中国观众中越来越受欢迎。随着《奔跑吧兄弟》的热播，韩流又开始兴起。通过《奔跑吧兄弟》等娱乐节目，各种韩国旅游景点被曝光在电视观众面前，从而得到了宣传。因此，中国游客来到韩国，体验了这些娱乐节目中展示的各种景观。韩流娱乐节目《奔跑吧兄弟》吸引了大批游客，对韩国旅游业产生了潜在的影响。通过《奔跑吧兄弟》的新视角，外国游客对饮食、时尚、购物等韩国文化的方方面面都产生了兴趣。
蒙面歌手之王

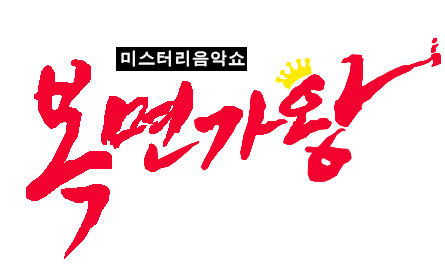

MBC的神秘音乐节目《蒙面歌手之王》是一个生存竞赛节目，自2015年首播以来一直很受欢迎，并作为《蒙面唱将》系列节目出口到30多个国家。在“蒙面歌手之王”比赛中，为了消除偏见，参赛者戴上面具，只根据他们的歌唱天赋来选择获胜者。所有比赛由观众和名人裁判共同评判，败者摘下面具，公开身份。
在MBC的原始形式中，冠军是在总共三轮歌唱比赛后选出的。这是一场分为两组的比赛。节目的获胜者不会摘掉面具来暴露他们的身份，直到他们在比赛中被击败才会被暴露。与许多其他真人秀节目不同，当面具被揭下，选手隐藏的身份被揭露时，这是一个重要的时刻。即使一个选手在第一轮就出局了，他们往往比获胜者更受关注，尽管他们的歌唱能力较弱。与《我是歌手》、《不朽的杰作》等同类生存竞技节目相比，《蒙面歌手之王》的选手们相对不太受胜利和排名的影响，这就是为什么各个领域的名人都很容易成为主角。观众对该节目的反应也很积极，因此这种形式有望在一段时间内继续受到欢迎。
超人归来
在韩国很有人气的家庭型综艺节目,以所有年龄层都熟悉的、现实的脉络为基础,自然地注入和再现韩国社会的普遍情绪,同时强化了这种情绪。最后，电视娱乐节目可以作为一种非常有效的手段来普及一个社会的意识形态。在受儒家思想影响的传统父权制度中，父亲的权威形象积极地塑造了想要摆脱只专注于社会生活和公共领域经济活动的主导性别角色的意识形态的父亲形象。与此同时，这些节目强化了这些形象的不一致性，并使传统的性别意识形态重生。
韩国娱乐出口
韩国广播公司第一次出口电视节目是在2003年，当时KBS将挑战金钟卖给了中国中央电视台。但是，从《挑战金钟》开始，韩国广播公司出口的大部分节目都是在东南亚流行的电视剧。然而，自2011年以来，情况发生了变化。与此同时，韩国广播公司的娱乐节目也开始向海外输出。除了出口之外，韩国节目的制作方式和故事情节等关键要素也在国内取得了成功。MBC的《爸爸去哪儿》就是一个典型的例子。节目，2013年由湖南卫视引进。这部电影于2013年在中国制作，在中国的收视率超过5%，被认为是成功的。基于这一成功，据说《爸爸去哪儿》节目的价格已经下降了。第二季的收视率增长了大约10倍。此外，包括MBC的《我是歌手》、SBS的《K- pop明星》、CJ E&M的《超级明星K》和JTBC的《隐藏歌手》在内的大型音乐比赛也已出口到中国。2014年9月，四名高级使节和一名年轻搬运工的海外旅行故事格式卖给了NBC。此外，CJ E&M的《天才》已出口到荷兰和法国等西方国家，SBS的《奔跑吧兄弟》已开始与中国浙江卫视合作制作。

### 全球化带来的变化
韩国电视通过各种类型的节目，一直发挥着移植、复制和消费多元文化话语的媒介作用。韩国的娱乐节目引进了外国人、全球化和多元文化社会，而且这种趋势还在不断扩大，以回应舆论。在韩国这样一个与外国移民日常接触很少的社会，媒体是移植和产生多元文化话语的关键途径，是在社会不同成员之间形成意识的强大机制。国内各媒体正在播放外国人出现在世界化和多文化社会的节目。虽然以前也有外国人参加的节目，但最近的节目比过去增加了很多，其作用也扩大到介绍移民对韩国社会各个领域的独特看法。